# Шърли Темпъл
Шърли Темпъл Блек (на английски: Shirley Temple Black), фамилия Темпъл по баща, фамилия Блек по съпруг, е американска дипломатка, но известна с предишната си дейност като актриса, танцьорка и певица, и най-вече с легендарния си статут на талантливото дете от 1930-те години.  През 1999 г. Американският филмов институт включва Темпъл под Номер-18 в класацията на най-големите жени звезди на класическото холивудско кино.

## Биография

### В изкуството
Баща ѝ е банкер, а майка ѝ танцьорка. Започва уроци по танци на 3-годишна възраст. Става звезда на 6-годишна възраст. Получава специален „детски“ Оскар през 1934 година. По време на Голямата депресия е най-добре платената актриса. След Втората световна война участва в телевизионни предавания.

### В политиката
През 1967 г., вече активистка на Калифорнийската републиканска партия (California Republican Party), се бори неуспешно за място в Камарата на представителите в Конгреса на САЩ.
Президентът Ричард Никсън я назначава за представител на САЩ на 24-та сесия на Общото събрание на ООН от септември до декември 1969 г. Президентът Джералд Форд я изпраща за посланик в Гана, като заема поста от 6 декември 1974 до 13 юли 1976 г.
От 1 юли 1976 до 21 януари 1977 г. Темпъл е първата жена на длъжност ръководител на протокола на САЩ (в Държавния департамент) и отговаря за редица мероприятия по инаугурацията на президента Джими Картър. От 23 август 1989 до 12 юли 1992 г. е на длъжност посланик в Чехословакия (назначена от президента Джордж Х. У. Буш).

### Личен живот
През 1943 г. 15-годишната Шърли среща Джон Джордж Агар (1921 – 2002), сержант в авиокорпус. На 19 септември 1945 г., когато тя е вече на 17 години, се венчават в присъствието на 500 гости. На 30 януари 1948 г. им се ражда дъщеря Линда Сюзън. Агар става професионален актьор и се снимат заедно в 2 филма. Развеждат се обаче (от декември 1949 до декември 1950 г.) и тя си възстановява бащината фамилия.
През януари 1950 г. среща богатия морски офицер от разузнаването Чарлз Олдън Блек (1919 – 2005). Женят се на 16 декември 1950 г. в присъствието само на роднини и приятели. На 28 април 1952 г. им се ражда син Чарлз Олдън Блек-младши, а на 9 април 1954 г. – дъщеря Лори. Живеят заедно 55 години до неговата смърт.

## Избрана филмография
| Година | Филм       | Оригинално заглавие | Роля                   | Режисьор  |
| ------ | ---------- | ------------------- | ---------------------- | --------- |
| 1948   | Форт Апачи | Fort Apache         | Мис Филаделфия Търсдей | Джон Форд |